# Kommunistiska manifestet

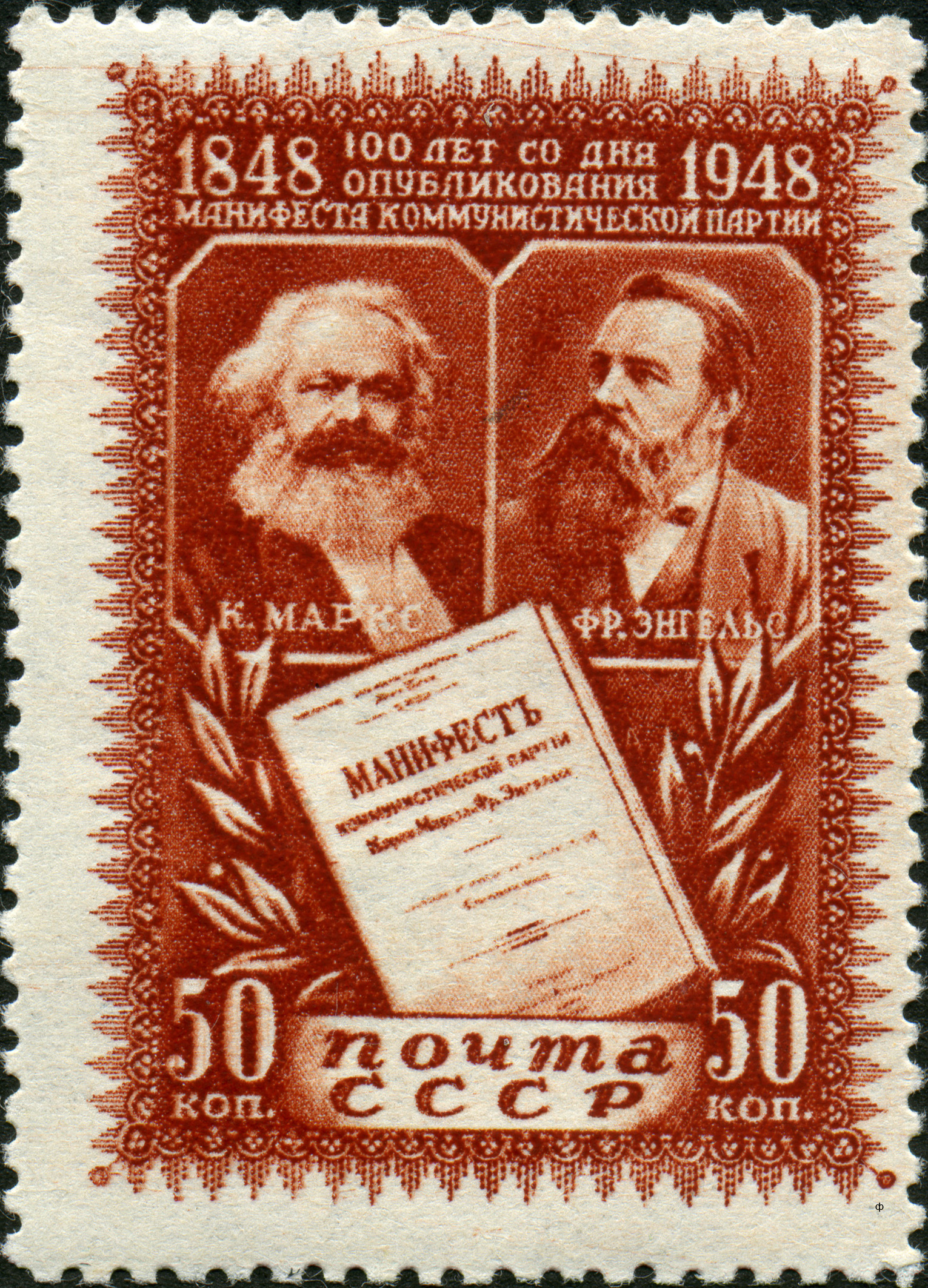
Frimärke från Sovjet för att uppmärksamma hundraårsjubileet av Kommunistiska manifestet.

Kommunistiska manifestet eller Det kommunistiska partiets manifest (tyska: Manifest der Kommunistischen Partei) är en skrift utgiven den 21 februari 1848 i London av Karl Marx och Friedrich Engels på uppdrag av den internationella organisationen Kommunisternas förbund. Skriften har haft mycket stor betydelse för arbetarrörelsens ideologiska utveckling.
Enligt manifestet innebär kommunismens mål att proletariatet skall bli medvetet om sin klasstillhörighet, störta bourgeoisins hegemoni och erövra den politiska makten.

## Tillkomst
Kommunisternas förbund höll kongress i London i slutet av 1847 och där var Marx och Engels tongivande. Kongressen beslutade att ge ut ett program och Marx och Engels fick i uppdrag att författa det i enlighet med kongressens riktlinjer. Manifestet skrevs ursprungligen på tyska och gavs ut i London den 21 februari 1848. Både inledningen och avslutningen av manifestet har blivit bevingade ord. Manifestet börjar: "Ett spöke går runt Europa – kommunismens spöke" och avslutas: "Proletärer i alla länder, förenen eder!"
Kommunistiska manifestet skrevs innan Marx stora ekonomiska studier under 1850-talet och framåt och innehåller därför inte den utvecklade marxismens analys av kapitalismen. Tvärtom förekommer det i Manifestet skrivningar som senare helt skulle vederläggas av Marx. Då Manifestet förblev den mest lästa av Marx skrifter har dock vissa av dessa föråldrade idéer kommit att förknippas med marxismen. Ett exempel på detta är teorin om den så kallade järnhårda lönelagen ('Lönearbetets genomsnittspris är arbetslönens minimum, det vill säga summan av de livsmedel, som är nödvändiga för att hålla arbetaren som arbetare vid liv. Vad lönearbetaren således genom sitt arbete tillägnar sig räcker blott till för att uppehålla livet.'), som förekommer i Manifestet, men som Marx senare kraftfullt skulle ta avstånd från.
Erfarenheten av Pariskommunen, ledde Marx och Engels till att fördjupa sin analys av statsmakten, och de började uppfatta manifestet som delvis föråldrat. I förordet till 1872 års tyska upplaga klargör de att "arbetarklassen kan inte helt enkelt ta det färdiga statsmaskineriet i besittning och sätta det i rörelse för sina egna ändamål". Men de säger vidare att manifestet är "ett historiskt dokument, som vi ej mer anser oss ha rätt att ändra."
Att manifestet kom att kallas kommunistiskt och inte socialistiskt förklarar Engels i ett förord till manifestet 1890 med att det 1847 fanns två slags socialister: å ena sidan utopister som redan då blivit betydelselösa och å den andra "en mångfald sociala kvacksalvare, som ville avskaffa de samhälleliga missförhållandena med sina olika universalmedel och allsköns lappning, utan att på minsta sätt röra vid profit eller kapitalet." Dessa menade Engels hade ingen kontakt med arbetarrörelsen, utan sökte stöd hos de så kallat bildade klasserna. Men den rörelse bland arbetarna som fordrade en grundlig omdaning av samhället kallade sig kommunistisk. Engels säger vidare: "Och då vi redan på den tiden avgjort var av den uppfattningen att 'arbetarnas frigörelse måste vara arbetarklassens eget verk', så kunde vi icke ett ögonblick vara i tvivel om, vilket namn vi skulle välja."

## Innehåll
Manifestet består förutom inledningen av fyra kapitel och innehåller både historisk analys och politisk agitation. 

### 1. Borgare och proletärer
Här skisseras den historiska utvecklingen så som Marx och Engels uppfattade den. Kapitlet inleds med den kända frasen "Historien om alla hittillsvarande samhällen är historien om klasskamp" och fortsätter med att i korta drag beskriva feodalismens övergång till kapitalism. Borgarklassen, bourgeoisien, beskrivs som en revolutionär klass som omdanat samhället efter sina egna behov, men som kommit till en situation där den inte längre kan föra utvecklingen framåt. Istället pekar Marx och Engels ut arbetarklassen, proletariatet, som den nya revolutionära klassen: "...bourgeoisin har ej blott smitt de vapen, som skall bringa den döden, den har också frambringat de män, vilka ska föra detta vapen — de moderna arbetarna, proletärerna."

### 2. Proletärer och kommunister
Kapitlet behandlar kommunisternas roll och hur dessa förhåller sig till arbetarklassen i allmänhet. Det framgår att kommunisterna ser sig själva som arbetarklassens mest medvetna del och att de kommer att ta ifrån borgarklassen allt kapital och centralisera alla produktionsmedel till den av proletariatet organiserade staten. Målet är det klasslösa samhället: "När proletariatet i kampen mot bourgeoisin med nödvändighet förenar sig som klass, genom en revolution gör sig till härskande klass och som härskande klass med våld upphäver de gamla produktionsförhållandena, så upphäver det med dessa produktionsförhållanden klassmotsättningarnas existensbetingelser, klasserna över huvud taget och därmed sitt eget herravälde som klass."

### 3. Socialistisk och kommunistisk litteratur
Här polemiserar Marx och Engels mot olika politiska och intellektuella riktningar som under 1800-talet kallade sig socialistiska eller kommunistiska och de anger följande huvudriktningar: den feodala socialismen, småborgerlig socialism och den tyska eller "sanna" socialismen.

### 4. Kommunisternas ställning till de olika oppositionella partierna
I det korta avslutningskapitlet slås det fast: "Kommunisterna (...) förklarar öppet, att deras mål blott kan nås genom en våldsam omstörtning av all hittillsvarande samhällsordning. Må de härskande klasserna darra för en kommunistisk revolution. Proletärerna har i den ingenting annat att förlora än sina bojor. Men de har en värld att vinna. Proletärer i alla länder, förena er!"

## Svenska översättningar

### Den första översättningen 1848
Den svenska översättningen var den första och utkom redan några månader efter att det tyska originalet publicerats i London. Utgivaren var bokförläggaren och bokhandlaren Pehr Götrek som var en av deltagarna i Stockholms bildningscirkel. Den var ett led i de första försöken att organisera Sveriges arbetare. Cirkeln fick till en början stöd av kungen, men efter de så kallade marsoroligheterna i Stockholm på våren 1848 blev cirkeldeltagarna misstänkta för uppvigling och Götrek förhördes av polisen. Men man fann inga sådana tendenser och Götrek själv såg sig snarare som en efterföljare till Kristi lärjungar. Götrek stod i förbindelse med Kommunisternas Förbund i London. Man har antagit att Götrek fick kännedom om Manifestet genom en svensk kongressdeltagare i London. Den svenska översättningen trycktes hos f. d. Schultzes Boktryckeri 1848, men saknar uppgift om både översättare och förläggare. Man har emellertid antagit att Götrek svarat för både uppgifterna och boken såldes i hans boklåda. Översättningen har ansetts som god och i stort sett trogen mot originalet, fastän upphovsmannen har mildrat framställningen, antingen för att han själv ansåg den för radikal eller därför att han var rädd för att provocera fram ett myndighetsingripande. Sålunda förändrades titeln till Kommunismens röst. Originalets berömda motto: "Proletärer i alla länder, förena er!" ändras till Folkets röst är Guds röst, som är en översättning av det latinska Vox populi vox dei — en bekännelse till demokratin, det vill säga att folkets mening är den rätta. Men Götrek och hans likasinnade grupp var för tidigt ute och den upplöstes i april 1849. Översättningen glömdes snabbt bort och den kom inte att få någon politisk betydelse i sin samtid.
- Kommunismens röst: förklaring af det kommunistiska partiet, offentliggjord i februari 1848. Stockholm: Schultzes boktr. 1848. Libris 2683080 - Översättningen brukar tillskrivas Per Götrek.
  -  Nytryck efter originalupplagan. Solna: Pogo press. 1976. Libris 7639421. ISBN 91-7386-018-2

### Senare svenska översättningar
- ”Det kommunistiska manifestet”. Socialdemokraten (1886: nr 36-46). 1886. Libris 2092238 - Översättning av Axel Danielsson.
  -  Det kommunistiska manifestet. Stockholm. 1903. Libris 11589579. https://runeberg.org/komanifest/ - Översättning 1886 av Axel Danielsson. Översättningen reviderad och fullständigad av Kata Dalström 1903. Tillökad med författarens förord samt en efterskrift av Hjalmar Branting.
- Kommunistiska manifestet: Med företal av Karl Marx och Friedrich Engels. Stockholm. 1919. Libris 2900812 - Översättning efter åttonde auktoriserade tyska upplagan av Zeth Höglund.
- Kommunistiska manifestet. Lilla biblioteket (Tiden), 99-1317639-5 ; 2. Stockholm: Tiden. 1922. Libris 1470382 - Med företal av författarna samt en efterskrift av Hjalmar Branting. Ny, reviderad översättning efter 8. tyska upplagan av Knut Gillström.
- Det kommunistiska partiets manifest. Stockholm: Arbetarkultur. 1934. Libris 1348801. http://www.marxists.org/svenska/marx/1848/04-d037.htm - Översättning, redigerad av Alice Wallenius efter den av Marx-Engels-Lenininstitutet i Moskva 1932 utgivna upplagan.
- Kommunistiska manifestet samt Leo Trotskijs Kommunistiska manifestet nittio år (1937). Stockholm: Röda rummet. 1994. Libris 7637789. ISBN 91-7362-147-1 – Översättning av Per-Olof Mattson.